# Massanzago
Massanzago ist eine nordostitalienische Gemeinde (comune) mit 6094 Einwohnern (Stand 31. Dezember 2023) in der Provinz Padua in Venetien. Die Gemeinde liegt etwa 19 Kilometer nordöstlich von Padua und grenzt unmittelbar an die Provinz Venedig. Durch Massanzago fließt der Muson Vecchio.